# Sulfato de tetraamín cobre(II)
El sulfato de tetraamín cobre(II) monohidratado es el compuesto inorgánico de fórmula [Cu(NH3)4]SO4·H2O. Es un compuesto de coordinación. Su estructura se asemeja a la del reactivo de Schweizer, que se usa durante la producción de fibras de celulosa en la producción de rayón.

## Preparación, estructura y propiedades
Este compuesto se puede obtener añadiendo amoniaco en exceso a una disolución acuosa de sulfato de cobre(II). Se formará hidróxido de cobre(II) en primer lugar (de color azul visiblemente más claro), y después el sulfato de tetraamín cobre(II) en disolución. La reacción global será la siguiente:
{\displaystyle \mathrm {CuSO_{4}+4\ NH_{3}+H_{2}O\longrightarrow \ {[Cu(NH_{3})}_{4}]SO_{4}\cdot \ H_{2}O} }
Se puede dejar evaporar, o bien se puede hacer una filtración a vacío empleando etanol y éter para acelerar el proceso de secado. El ion tetraamín cobre(II) en disolución tiende a hidrolizarse y liberar amoniaco , lo que le confiere su olor:
{\displaystyle \mathrm {[Cu(NH_{3})_{4}]^{\,2+}\rightleftharpoons \ Cu^{\,2+}+4\ NH_{3}} }
Al ser la filtración a vacío un proceso rápido (pues se utilizan tanto alcohol etílico como éter dimetílico, más volátiles que el agua), los cristales resultantes son tan pequeños que no se pueden apreciar a simple vista. Por tanto, la apariencia de este compuesto suele ser la de un polvo fino, que se aglomera formando pequeños terrones frágiles de forma irregular. En estado sólido, la sal contiene el catión [Cu(NH3)4H2O]2+, que tiene una geometría molecular piramidal cuadrada. Las longitudes de los enlaces Cu-N y Cu-O rondan los 210 y 233 pm.
Es tóxico, por lo que se recomienda el uso de guantes, mascarilla y gafas de seguridad si se va a manipular.
Se puede verificar la fórmula del compuesto si se combinan las cantidades adecuadas de amoniaco y sulfato de cobre(II), sometiendo la muestra a un examen de espectrofotometría.

## Corrosión
El color azul característico del catión tetramín cobre(II) puede encontrarse en objetos de latón y en aleaciones de cobre, cuando reaccionan con amoniaco presente en la atmósfera por diversos motivos. Esta corrosión se conoce como agrietamiento estacional. Era un problema común al dejar las cajas de cartuchos cerca de residuos de procedencia animal, que producen pequeñas cantidades de amoniaco de forma natural.